# Paul Ehrlich
Paul Ehrlich (Strehlen, 14 maart 1854 – Bad Homburg vor der Höhe, 20 augustus 1915) was een Joods-Duitse chemicus en arts. Zijn bekendste verdienste was het ontwikkelen van het 'chemotherapeuticum' arsfenamine onder de naam 'Salvarsan'.

## Biografie
Ehrlich werd geboren te Strehlen in Opper-Silezië (destijds Duits) in een welgestelde joodse familie. Hij was de zoon van Ismar Ehrlich (herbergier) en Rosa Weigert. Na het Maria-Magdalenen-Gymnasium (Gymnasium zu St. Maria Magdalena) in Breslau bezocht hij vanaf 1872 de Universiteit van Breslau en enkele andere universiteiten.
Ten slotte studeerde hij in 1878 af in de medicijnen aan de Universiteit Leipzig. Op voorspraak van medisch directeur Friedrich von Frerichs verkreeg Ehrlich de positie van afdelingshoofd (1878-1896) aan het La Charité ziekenhuis in Berlijn. Hij was onder andere hoogleraar in Berlijn (vanaf 1890), Göttingen (1904) en Frankfurt am Main (1914). In 1890 benoemde Robert Koch, directeur van het pas opgerichte instituut van Infectieuze Ziektes te Berlijn, Ehrlich als een van zijn assistenten. In 1896 werd een nieuw instituut opgericht voor Ehrlichs specialisatie, het Instituut voor Serumonderzoek en Serumtesten (Institut für Serumforschung und Serumprüfung) waarvan hij directeur werd. In Frankfurt was hij vanaf 1899 hoofd van het Institut für Experimentelle Therapie.

## Werk
Ehrlich behoorde tot de eerste groep wetenschappers die kleuring van weefsels en micro-organismen toepaste, daarmee bepalend welke weefselsoorten gevoelig zijn voor bepaalde chemicaliën. Zo ontdekte hij dat methyleenblauw geschikt was voor de kleuring van levende cellen en ook inzetbaar was voor diagnostiek en therapeutische doeleinden. Daarnaast verrichtte hij onderzoek op het gebied van immuniteit. Hij werkte samen met Emil Adolf von Behring aan de ontwikkeling van een difterieserum en zorgde ervoor dat dit vaccin op grote schaal commercieel geproduceerd kon worden.
Eigenlijk was hij op zoek naar een medicijn tegen slaapziekte, en werkte daartoe een lange lijst giftige stoffen af, maar stof nummer 606 (diaminodihydroxyarsenobenzeen) bleek vooral effectief tegen de verwekker van syfilis, zonder al te vervelende bijwerkingen voor de patiënt. Bij deze experimenten had ook de Japanner Sahachiro Hata (1877-1938) een groot aandeel.
Zijn tijdgenoot Alexander Fleming paste het nieuwe medicijn intraveneus toe, wat in die tijd nieuw was, en naar bleek ook de meest effectieve manier van toediening.
In 1908 ontving Ehrlich de Nobelprijs voor Fysiologie of Geneeskunde, samen met Ilja Iljitsj Metsjnikov, voor hun (verschillende) bijdragen aan het begrijpen van de immuunrespons.

## Persoonlijk
Op 14 april 1883 huwde Ehrlich de negentienjarige Hedwig Pinkus, de dochter van een welgestelde textielfabrikant uit Neustadt, met wie hij twee dochters kreeg, Steffa en Marianne. Na twee beroertes overleed Ehrlich op 61-jarige leeftijd. Hij werd begraven in Frankfurt. Vanwege hun joodse afkomst werden zijn weduwe en dochters in nazi-Duitsland vervolgd voordat ze het land konden ontvluchten.

## Trivia
- Over hem en product 606 werd in 1940 een Hollywoodfilm opgenomen: Dr. Ehrlich's Magic Bullet, met in de hoofdrol Edward G. Robinson. Vanwege zijn joodse afkomst werd de film geheim gehouden in nazi-Duitsland.

- Bibliothèque nationale de France: cb17212803d (data)
- Catàleg d'autoritats de noms i títols de Catalunya: 981058516598606706
- Stuttgart Database of Scientific Illustrators 1450–1950: 2230
- Gemeinsame Normdatei: 118529358
- International Standard Name Identifier: 0000 0001 0999 9103
- Library of Congress Control Number: n83164445
- Bibliotheek van het Japanse parlement: 00620616
- Nationale Bibliotheek van Tsjechië: nlk20000079337
- Nationale bibliotheek van Australië: 35241774
- Nationale Bibliotheek van Israël: 987007260723905171
- Nationale Bibliotheek van Polen: a0000003019893
- Nederlandse Thesaurus van Auteursnamen: 070806500
- Réseau des bibliothèques de Suisse occidentale: 02-A003211451
- LIBRIS: 185873
- SNAC: w6f47nkc
- Système universitaire de documentation: 069138060
- Trove: 878668
- Virtual International Authority File: 95371829
- WorldCat: E39PBJxx9dx9MdY3hfV6kHWkXd

1901: Behring · 
1902: Ross · 
1903: Finsen · 
1904: Pavlov · 
1905: Koch · 
1906: Golgi, Ramón y Cajal · 
1907: Laveran · 
1908: Mechnikov, Ehrlich · 
1909: Kocher · 
1910: Kossel · 
1911: Gullstrand · 
1912: Carrel · 
1913: Richet ·
1914: Bárány · 
1919: Bordet · 
1920: Krogh · 
1922: Hill, Meyerhof · 
1923: Banting, Macleod · 
1924: Einthoven ·
1926: Fibiger · 
1927: Wagner-Jauregg · 
1928: Nicolle · 
1929: Eijkman, Hopkins · 
1930: Landsteiner · 
1931: Warburg · 
1932: Sherrington, Adrian · 
1933: Morgan · 
1934: Whipple, Minot, Murphy · 
1935: Spemann · 
1936: Dale, Loewi · 
1937: Szent-Györgyi · 
1938: Heymans · 
1939: Domagk · 
1943: Dam, Doisy · 
1944: Erlanger, Gasser · 
1945: Fleming, Chain, Florey · 
1946: Muller · 
1947: C. Cori, G. Cori, Houssay · 
1948: Müller · 
1949: Hess, Moniz · 
1950: Kendall, Reichstein, Hench · 
1951: Theiler · 
1952: Waksman · 
1953: Krebs,Lipmann ·
1954: Enders, Weller, Robbins · 
1955: Theorell · 
1956: Cournand, Forssmann, Richards · 
1957: Bovet · 
1958: Beadle, Tatum, Lederberg · 
1959: Ochoa, Kornberg · 
1960: Burnet, Medawar · 
1961: Békésy · 
1962: Crick, Watson, Wilkins · 
1963: Eccles, Hodgkin, Huxley · 
1964: Bloch, Lynen · 
1965: Jacob, Lwoff, Monod · 
1966: Rous, Huggins · 
1967: Granit, Hartline, Wald · 
1968: Holley, Khorana, Nirenberg · 
1969: Delbrück, Hershey, Luria · 
1970: Katz, Euler, Axelrod · 
1971: Sutherland · 
1972: Edelman, Porter · 
1973: Frisch, Lorenz, Tinbergen · 
1974: Claude, De Duve, Palade · 
1975: Baltimore, Dulbecco, Temin ·
1976: Blumberg, Gajdusek · 
1977: Guillemin, Schally, Yalow · 
1978: Arber, Nathans, Smith · 
1979: Cormack, Hounsfield · 
1980: Benacerraf, Dausset, Snell · 
1981: Sperry, Hubel, Wiesel · 
1982: Bergström, Samuelsson, Vane · 
1983: McClintock · 
1984: Jerne, Köhler, Milstein · 
1985: Brown, Goldstein · 
1986: Cohen, Levi-Montalcini · 
1987: Tonegawa · 
1988: Black, Elion, Hitchings · 
1989: Bishop, Varmus · 
1990: Murray, Thomas · 
1991: Neher, Sakmann · 
1992: Fischer, Krebs · 
1993: Roberts, Sharp · 
1994: Gilman, Rodbell · 
1995: Lewis, Nüsslein-Volhard, Wieschaus · 
1996: Doherty, Zinkernagel · 
1997: Prusiner · 
1998: Furchgott, Ignarro, Murad · 
1999: Blobel · 
2000: Carlsson, Greengard, Kandel ·
2001: Hartwell, Hunt, Nurse · 
2002: Brenner, Horvitz, Sulston · 
2003: Lauterbur, Mansfield · 
2004: Axel, Buck · 
2005: Marshall, Warren ·
2006: Fire, Mello ·
2007: Capecchi, Smithies, Evans ·
2008: Zur Hausen, Barré–Sinoussi, Montagnier ·
2009: Blackburn, Greider, Szostak ·
2010: Edwards ·
2011: Beutler, Hoffmann, Steinman ·
2012: Gurdon, Yamanaka ·
2013: Rothman, Schekman, Südhof ·
2014: O'Keefe, Moser, Moser ·
2015: Campbell, Omura, Tu ·
2016: Osumi ·
2017: Hall, Rosbash, Young ·
2018: Allison, Honjo ·
2019: Kaelin, Ratcliffe, Semenza ·
2020: Alter, Houghton, Rice ·
2021: Julius, Patapoutian ·
2022: Pääbo ·
2023: Karikó, Weissman ·
2024: Ambros, Ruvkun